# Living Proof (State Champs)
| Recensione   | Giudizio |
| ------------ | -------- |
| Sputnikmusic | 3.5/5    |

Living Proof è il terzo album in studio del gruppo musicale statunitense State Champs. L'album è stato pubblicato il 15 giugno 2018 dalla Pure Noise Records.

## Tracce
1. Criminal – 3:22
2. Frozen – 2:59
3. Crystal Ball – 3:12
4. Dead and Gone – 3:11
5. Lighting – 2:56
6. Our Time to Go – 3:44
7. Safe Heaven – 3:37
8. Something About You – 2:52
9. The Fix Up – 3:27
10. Cut Through the Static – 2:59
11. Mine Is Gold – 2:44
12. Time Machine (feat. Mark Hoppus) – 3:29
13. Sidelines – 3:25

Durata totale: 41:57

## Formazione
Formazione come da libretto.
State Champs
- Derek DiScanio – voce
- Tyler Szalkowski – chitarra, cori
- Ryan Scott Graham – basso, cori
- Tony Diaz – chitarra, cori
- Evan Ambrosio – batteria, percussioni

Cantanti e musicisti aggiuntivi
- Mark Hoppus – voce in Time Machine
- Henry Lunetta – chitarra in Dead and Gone

Produzione
- Mike Green – produttore
- Kyle Black – produttore, ingegnere del suono, missaggio
- John Feldmann – produttore
- Zakk Cervini – ingegnere del suono, produzione
- Jon Lundin – ingegnere del suono, produzione
- Matt Pauling – ingegnere del suono, produzione
- Ted Jensen – mastering
- Austin Linkous – assistente al mastering
- Colin Schwanke – assistente ingegnere
- Will McCoy – assistente ingegnere
- Dewey Saunders – copertina e collage
- Trey Hales – tipografia
- Ian Rees – layout
- Beth Saravo – fotografia

## Classifiche
| Classifica (2018)             | Posizione massima |
| ----------------------------- | ----------------- |
| Australia                     | 62                |
| Belgio (Fiandre)              | 119               |
| Regno Unito                   | 54                |
| Stati Uniti                   | 28                |
| Stati Uniti (independent)     | 2                 |
| Stati Uniti (top alternative) | 3                 |
| Stati Uniti (top rock)        | 4                 |